# Bai Baihe
Bai Baihe (chinois : 白百何 ; pinyin : Bái Bǎihé), née le 28 février 1984 à Qingdao (Chine), est une actrice chinoise.

## Biographie
Bai Baihe se fait connaître en 2011 avec un petit rôle dans le film à sketches 万有引力 (en pinyin : wàn yǒu yǐn lì, en français : La Loi de l'attraction)
Sa carrière est lancée la même année avec le film 失恋33天 (en pinyin : Shī liàn 33 tiān, en français : L'amour n'est pas aveugle).
Elle connaît depuis une carrière de premier plan en Chine[réf. nécessaire].

## Filmographie
- 2011 : The Law of Attraction : Shi Xiaolin
- 2011 : L'amour n'est pas aveugle : Huang Xiaoxian
- 2012 : First Time : Wei Jiajia
- 2013  : A Wedding Invitation (en) : Qiao Qiao
- 2013 : The Stolen Years (en) : He Man
- 2013 : Personal Tailor (en) : Xiao Biao
- 2014 : The Truth About Beauty (en) : ?
- 2015 : Chasseur de monstres : Huo Xiaolan
- 2015 : Gun dan ba! Zhong liu jun : Xiong Dun
- 2015 : Cities in Love (en) : ?
- 2015 : A Journey Through Time with Antony : Xiao Ying
- 2016 : Chongqing Hot Pot (en) : Yu Xiaohui
- 2018 : Chasseur de monstres 2 : Huo Xiaolan